# Карцев, Эден
Эден Карцев (ивр. עדן קארצב‎; род. 11 апреля 2000, Афула, Израиль) — израильский футболист, полузащитник клуба «Шэньчжэнь Пенг Сити». Выступал в национальной сборной Израиля.

## Клубная карьера
Эден Карцев родился в городе Афула, Израиль. Его родители репатриировались в Израиль в 1996 году из Минска.  Дома Эден и его семья разговаривают на русском языке. 
Эден дебютировал в основном составе клуба «Маккаби (Тель-Авив)» 12 августа 2017 года в матче Кубка Тото против клуба «Хапоэль Раанана». 9 февраля 2018 года, выступая на правах аренды за клуб «Бейтар Тель-Авив Рамла», он дебютировал в израильской Премьер-лиге в матче против Хапоэля (Рамат-ха-Шарон)». 30 сентября 2020 года забил свой первый гол за «Маккаби (Тель-Авив)» в матче Лиги чемпионов УЕФА против «Зальцбурга».
12 августа 2022 года московское «Динамо» объявило об аренде Эдена на год. 23 августа, «Маккаби» (Нетания)» объявил что переход сорвался из-за проблем с оплатой сумма трансфера и футболист вернётся в Израиль.  

## Карьера в сборной
Выступал за сборные Израиля до 16, до 17, до 18, до 19 лет и до 21 года.
11 октября 2020 года дебютировал в составе национальной сборной Израиля в матче Лиги наций УЕФА против сборной Чехии.

## Семья
Отец Вадим Карцев был профессиональным советским и белорусским футболистом.